# Гиссарская культура
Гиссарская культура (англ. Hissar culture) — археологическая культура эпохи неолита, распространенная в Средней Азии (Таджикистан). Датирована V-III тыс. до н.э. Открыта А.П. Окладниковым в 1948 году. 

## Материальная культура
Материальная культура представлена лепными керамическими сосудами с отпечатками ткани и каменными шлифованными топорами. Площадь поселений достигает 1 гектара (Туткаул, Ак-Танги, Тепеи-Газийон). Существует гипотеза о возможном использовании гиссарцами деревянной посуды, и сосудов из кожи типа бурдюков. 

## Экономика
По предположениям археологов, основу хозяйства составляло горное скотоводство (овцеводство). 

## Антропология
Расовый тип погребенных, по определению Т.П. Кияткиной (1976) европеоидный, длинноголовый, средиземноморский. Что касается генетических исследований, то у носителей культуры обнаружена гаплогруппа Q1b2a-F4674/Y6774/Z19231 (Q1-L472>Q1b-M346/L56>Q-Y2659>Q-Z5902>Q-Y6802): образец Tutkaul 1 (V тыс. до н.э., митохондриальная гаплогруппа U7, ANE)